# BrauManufaktur Härke
La BrauManufaktur Härke GmbH est une brasserie à Peine.

## Histoire
En 1890, Ernst Härke d'Anderten près de Hanovre achète la brasserie Rauls’sche et le restaurant associé. En 1907, le nom devient Brauerei E. Härke. Après la mort de son mari, Elise Härke reprend la direction en 1914, et après sa mort en 1927, son fils Heinrich devient chef de la brasserie. Pendant ce temps, la nouvelle construction du bâtiment de la brasserie, aujourd'hui classé, commence selon une conception de l'architecte  Anton van Norden. Lorsque Heinrich Härke meurt dans un accident de la circulation en 1945, sa veuve Änny Härke reprend la direction. Härke Bier-Vertriebs GmbH est fondée en 1949, et un an plus tard Willy Schneider reprend la direction commerciale de l'entreprise.
En 1971, l'entreprise est transformée en Härke Brauerei KG, dont le directeur général est Hans-Peter Härke. En 1982, l'entreprise est rebaptisée Privatbrauerei Härke KG et Rainer Schneider prend la fonction de directeur technique. En 1997, Matthias Härke reprend les finances et le contrôle de l'entreprise et Martin Härke est le maître brasseur en chef depuis 2002. En 2007, la Privatbrauerei Härke KG est transformée en Privatbrauerei Härke GmbH & Co. KG. Matthias et Martin Härke sont acceptés comme associés commanditaires.
En septembre 2011, la direction annonce avoir conclu un accord de coopération avec Einbecker Brauhaus. Depuis, les boissons sont mises en bouteille à Einbeck.
La société dépose son bilan le 16 novembre 2012 et est reprise par Einbecker Brauhaus en janvier 2013. La brasserie de Peine produisait alors 70 000 hectolitres par an avec 34 employés. En février 2013, la BrauManufaktur Härke, nouvellement fondée, commence ses activités
. 16 des 34 anciens employés sont repris.

## Production
- Härke Alkoholfrei
- Härke Radler
- Härke Pils
- Härke Hell
- Härke Weizen
- Härke Rotbier
- Härke Landbier